# Бойнтон-Біч
Бойнтон-Біч (англ. Boynton Beach) — місто (англ. city) в США, в окрузі Палм-Біч на південному сході штату Флорида, на узбережжі Атлантичного океану. Населення — 80 380 осіб (2020); агломерації Вест-Палм-Біч-Бока-Ратон-Бойнтон-Біч — 1 279 950 осіб (2009 рік). Агломерація Вест-Палм-Біч є підагломерацією Маямі-Форт-Лодердейл-Помпано-Біч з загальним населенням 5 547 051 особа (2009 рік). Місто утворене 1920 року.

## Географія
Бойнтон-Біч розташований за координатами 26°31′42″ пн. ш. 80°4′51″ зх. д. / 26.52833° пн. ш. 80.08083° зх. д. (26.528327, -80.080734).  За даними Бюро перепису населення США в 2010 році місто мало площу 42,75 км², з яких 41,89 км² — суходіл та 0,86 км² — водойми.

## Демографія
Згідно з переписом 2010 року, у місті мешкало 68 217 осіб у 29 104 домогосподарствах у складі 16 570 родин. Густота населення становила 1596 осіб/км².  Було 36289 помешкань (849/км²).
Расовий склад населення:
| - 62,4 % — білих - 30,3 % — чорних або афроамериканців - 2,2 % — азіатів - 0,3 % — корінних американців - 2,6 % — осіб інших рас |

До двох чи більше рас належало 2,2 %. Частка іспаномовних становила 12,8 % від усіх жителів.
За віковим діапазоном населення розподілялося таким чином: 19,3 % — особи молодші 18 років, 59,3 % — особи у віці 18—64 років, 21,4 % — особи у віці 65 років та старші. Медіана віку мешканця становила 41,9 року. На 100 осіб жіночої статі у місті припадало 89,4 чоловіків;  на 100 жінок у віці від 18 років та старших — 87,0 чоловіків також старших 18 років.
Середній дохід на одне домашнє господарство  становив 61 694 долари США (медіана — 46 178), а середній дохід на одну сім'ю — 71 031 долар (медіана — 53 754). Медіана доходів становила 42 584 долари для чоловіків та 40 171 долар для жінок. За межею бідності перебувало 16,8 % осіб, у тому числі 21,8 % дітей у віці до 18 років та 10,8 % осіб у віці 65 років та старших.
Цивільне працевлаштоване населення становило 32 760 осіб. Основні галузі зайнятості: освіта, охорона здоров'я та соціальна допомога — 24,3 %, науковці, спеціалісти, менеджери — 14,6 %, мистецтво, розваги та відпочинок — 14,2 %.